# Muskatrenette
Die Muskatrenette ist ein sehr alter Tafelapfel und zwischen Herbst- und Winterapfel einzureihen. 
Die Sorte Muskatrenette stammt ursprünglich vermutlich aus Frankreich oder Holland. Sie ist vor 1750 in England angebaut worden. Ihr Cox-ähnliches Aroma rührt von der nahen Verwandtschaft zu Cox her. Die Cox Orangenrenette ist ein Sämling der Muskatrenette. Der Baum ist mäßig robust. Die Sorte ist für kleinbleibende Unterlagen zu schwachwüchsig; besser sind starke Sämlingsunterlagen. Sie ist als Streuobst nur bei günstigen Boden- und Klimaverhältnissen geeignet. Die Früchte sind von November bis Februar genussreif.

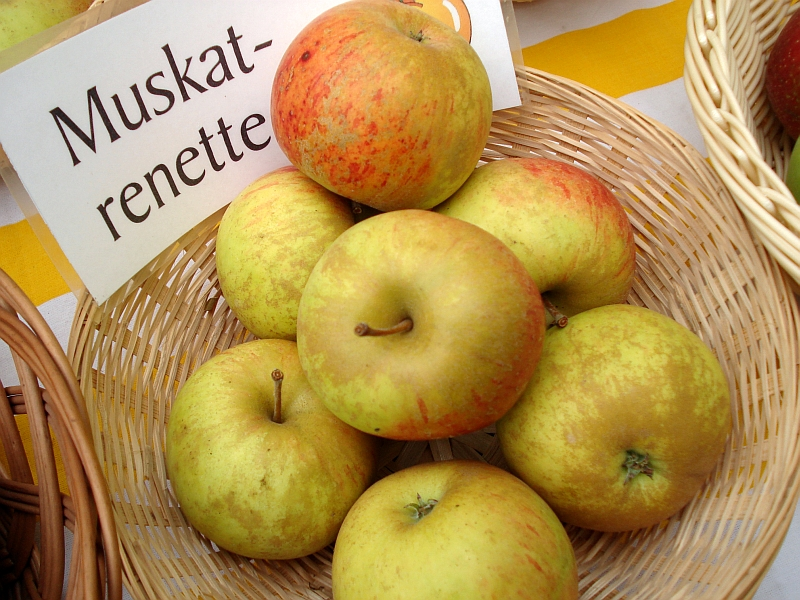
Sortenkorb mit Muskatrenetten
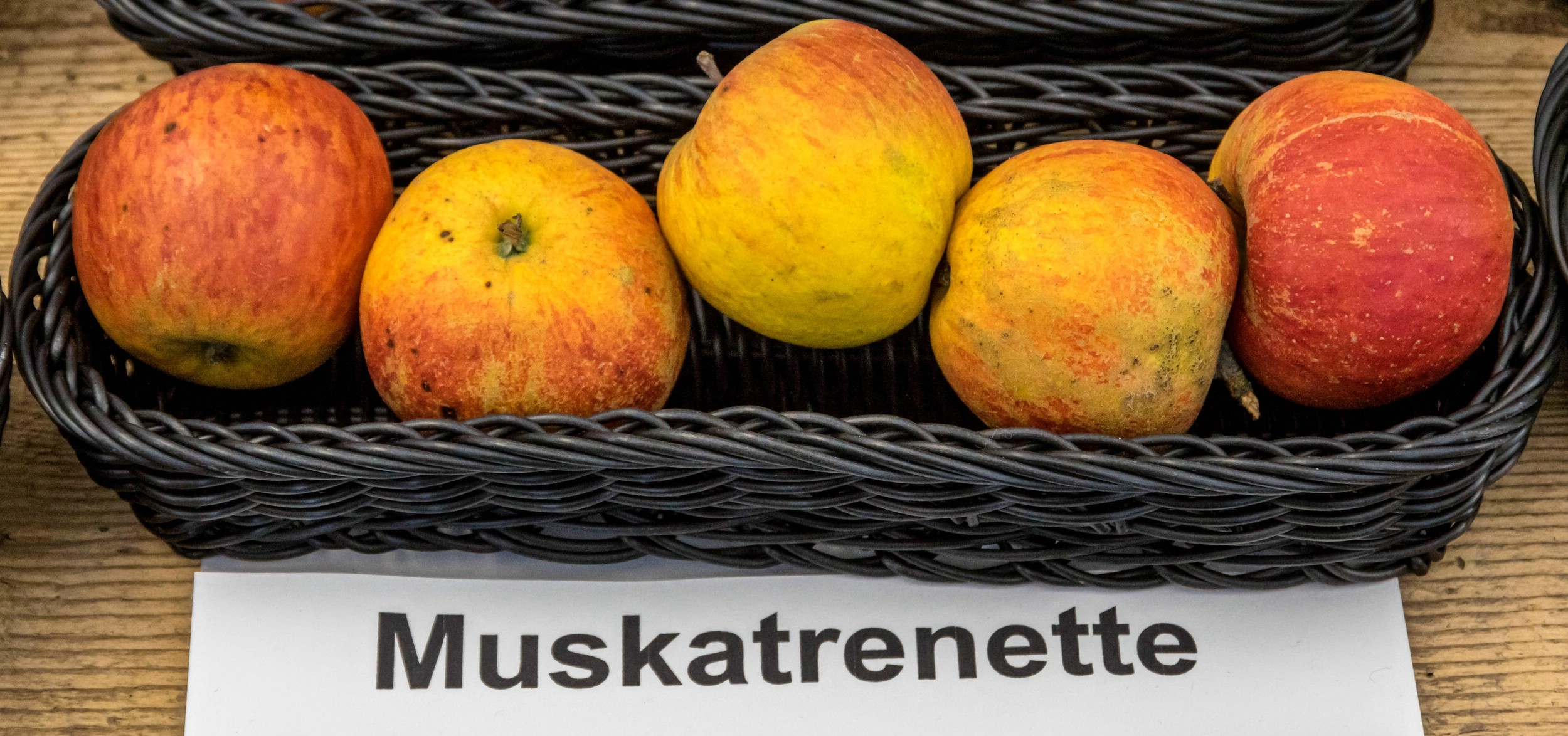
Ansicht der Frucht